# Авианосцы типа «Дзюнъё»
Авианосцы проекта Дзюнъё (Сапсан) ВМС Императорской Японии  (яп.  Дзюнъёгата кокубокан) (яп.  Авиаматки типа Сапсан)  — лёгкие авианосцы Императорской Японии 1940-х гг.  В 1938-39 гг. заказаны «АО Почтовое пароходство Япония» при финансовой поддержке Министерства ВМС как быстроходные океанские лайнеры. В 1940 г. выкуплены ВМС для переоборудования в авианосцы. В составе ДАВ № 3 ВМС принимали участие в боевых действиях на Тихом океане. АВ Хиё погиб летом 1944 г. от торпедной атаки ПЛ ВМС США в ходе Филиппинской оборонительной операции. АВ Дзюнъё  интернирован в числе других кораблей Императорской Японии летом 1945 г. и передан на слом в 1947 г.

## Представители
| Название                     | Фото | Завод             | Закладка      | Спуск        | В строю       | Примечания |
| ---------------------------- | ---- | ----------------- | ------------- | ------------ | ------------- | --- |
| Дзюнъё 隼鷹 (яп. Сапсан)     |      | Мицубиси-Нагасаки | весна 1939 г. | лето 1941 г. | весна 1942 г. | 9.12.1944 г. повреждён торпедными атаками ПЛ Sea Devil-Redfish ВМС США (Восточно-Китайское море). 30.11.1945 г. исключён из списков ВМС. В 1947 г. сдан на слом. |
| Хиё 飛鷹 (яп. Летящий сокол) | нет  | Кавасаки-Кобэ     | осень 1939 г. | лето 1941 г. | лето 1942 г.  | Уничтожен в ходе операции у арх. Марианских островов 21.6.1944 г.                                                                                                |

## История создания
В 1938 г. для трансокеанской линии Токио-Сан-Франциско почтового пароходства Япония на судостроительных заводах Мицубиси-Нагасаки и Кавасаки-Кобэ заложены океанские лайнеры Касива́ра-И́дзумо. Проектное водоизмещение составляло 27,7 тыс. т, ход до 25 уз., пассажировместимость до 890 чел. Объём полученного госфинансирования составил до 60% стоимости. Корпуса лайнеров имели свойственные военным кораблям особенности: широкое использование полуброневой стали Колвилла и паросиловую ГЭУ с запасом мощности до 20%. Корпуса имели межпалубные пространства по стандартам ВМС, запроектированные ангары авиации, усиленную верхнюю палубу, двойное днище с мазутными цистернами, носовой бульб и продольные корпусные переборки (в т.ч. турбинных отсеков). Особенностью гражданской постройки явилось сравнительно большое количество дерева в подбое корпусных листов и отделке помещений, что увеличило пожароопасность.
Ввиду роста напряжённости отношений с США, в 1940 г. Министерство ВМС приняло решение о мобилизации корпусов Касива́ра-И́дзумо . Корпуса были выкуплены у владельца с занесением в списки ВМС как вспомогательные авианосцы №№ 1001-1002 и спущены заводами Мицубиси-Нагасаки и Кавасаки-Кобэ летом 1941г. На момент мобилизации сформированы лайнерные корпуса и смонтированы паросиловые ГЭУ.
Проектная скорость лайнеров составляла 24 уз., авианосцев до 25 уз., что считалось недостаточным для подъёма ударной авиации. Характеристики котлов Ламонт ВМС Германии на АВ Хиё значительно превосходили характеристики основных котлов ПК-2 ВМС.

## Переоборудование

#### АВХиё(№ 1001)
Заказ на океанский лайнер И́дзумо принят судостроительным концерном Кавасаки осенью 1940 г. Лайнер заложен после АВ Дзуйкаку на стапеле № 4 завода Кавасаки-Кобэ. Через год после закладки Министерство ВМС приняло решение о переклассификации лайнера во вспомогательный авианосец № 1001. К моменту мобилизации корпус был полностью сформирован, что обусловило необходимость полугодичной перестройки. После спуска на том же стапеле началось формирование корпуса АВ Тайхо́. Командиром в достройке и первым командиром строевого экипажа был назначен капитан 1-го ранга Т. Бэппу, старпомом – капитан 2 ранга С. Аояма (старпом АВ Хосё, командирами БЧ - капитан 2 ранга М. Сакао, капитаны 3 ранга С. Ямамото, Н. Нарутани, М. Тэрасима,  капитан-лейтенант Т. Ясуми (электромеханическая, штурманская, артБЧ, авиаБЧ, БЧ связи).

#### АВДзюнъё(№ 1002)
Заказ на океанский лайнер Касива́ра принят судостроительным заводом Мицубиси-Нагасаки весной 1939 г.. Лайнер заложен на стапеле № 3 (на стапеле № 2 ЛК Муса́си, на стапеле № 4 лайнер Ка́суга, далее ПБ Тайё). ЛК  Мусаси был спущен на воду ранее, но в связи с режимом секретности, стапель оставался в лесах . При заводском пожаре в 1941 г. население г. Нагасаки считало, что на стапеле № 3 горит линкор. С осени 1941 г. военпредом и командиром в достройке назначен капитан 1 ранга С. Исии. С апреля 1942 г. корпус передан на сдаточные испытания, экипаж сменил на борту заводскую бригаду. После ходовых у о. Кюсю корабль под охранением дэм № 1 (ЭМ Курэта́кэ) отбуксирован в округ Курэ́.

## Конструкция

#### Корпус
Корпус теплохода гладкопалубный сварной из кремнемарганцовой стали Колвилла (высокопрочная, 0,3 % углерода, 1,5 % марганца). Швы частично укреплены клёпкой, но отсечное деление гражданского корпуса без бронепалуб и бронепояса не полностью соответствует требованиям живучести ВМС. Верхнюю часть занимают двухъярусные ангары авиации, по бортам ангарных уровней оборудованы кубрики и отсечные коридоры. На первом корпусе имелись значительные объёмы деревянной отделки, второй получил металлическую отделку по стандартам ВМС и отличался меньшей пожароопасностью. Под центральным ангаром ЛБАЭ расположены отсеки ГЭУ и паропроизводительной установки. В нос от ангаров расположены жилые помещения, генераторы, силовые отсеки подъёмников и ангаров, склады и вспомогательные помещения. В кормовой оконечности расположены кубрики, склады ТЭЧ и десантная площадка. В трюмах оконечностей бензоцистерны, отсеки бомбового вооружения, патронные отсеки МЗА, отсеки зарядов и снарядов ГК. Под кормовым ангаром расположены стеллажи авиаторпед и бронированный отсек торпедных БЧ.
Для обеспечения подводной защиты трюмных отсеков корпус имеет двойное дно. По воспоминаниям старпома АВ Хиё, порожнем корабль имел конструкционный крен 7°на правый борт. В конце 1943 г. корабль получил балласт в бортовом пространстве левого борта, что снизило конструкционный крен до 3°. Переведённый на корабль в 1942 г. старшина Ямакава вспоминал, что, авианосец с интегрированной трубой необычно смотрелся на фоне других кораблей. Попавший по ранению после боя в Коралловом море в корабельный госпиталь АВ Дзюнъё старшина авиаБЧ Сёка́ку С. Коно вспоминал, что внутренне переоборудованный лайнер был намного просторнее корпусов военной постройки.

#### Броневая и конструктивная защита
Защита корпуса гражданского теплохода ниже уровня бронирования корпусов I ранга постройки ВМС. Относительное бронирование оконечностей с боезапасом и авиатопливом обеспечивается полуброневым бортом из кремнемарганцевой стали Колвилла (1 дм), отсеков ГЭУ- двойным бортом (1 дм стали Колвилла на подложке судовой стали 2 см) с мазутными цистернами в межбортовом пространстве и в двойном днище.

#### КП корабля
Впервые в Императорской Японии авианесущий корабль имел интегрированную в правобортную надстройку единую трубу дымосброса от четырёх котельных отделений. Первоначальный проект предполагал установку панорамного носового КП под полётной палубой по образцу АВ Рюдзё. Главный штаб ВМС настоял на интеграции дымосброса четырёх котельных отделений в островной КП для отработки компоновки схемы разрабатывавшегося АВ Тайхо́. Одной из причин отказа от бортового дымосброса явился низкий борт корабля и возможность затопления труб и отсеков при сильном правом крене. Для определения оптимальной конфигурации надстройки проводилась продувка вариантов в аэротрубе центрального авиационного КБ № 1 ВМС (в/ч Йокосука). По результатам испытаний оптимальной была принята компоновка с высотой трубы 17 м над уровнем палубы и отклонением на 25° вправо от борта. Отработанное решение островного КП применялось для проектов Тайхо́ и Сина́но. Надстройка правого борта четырёхпалубная: лётная палуба, ходовая, боевая и открытая ПВО (крыша КП). Уровень полётной палубы глухой с иллюминаторами, снаружи на стене смонтирована доска оперативных приказов и метеообстановки для дежурной смены авиаБЧ. Три внутренних помещения полётной палубы занимает оперативный пост штурманской БЧ, ЦБУ связи и комната дежурной смены авиаБЧ. Остеклённая ходовая палуба занята рулевым постом, ЦБУ штурманской БЧ для прокладки курса и управления кораблём. Боевая палуба занята ЦБУ артБЧ для контроля за работой артиллерийских комплексов и систем центральной наводки. На палубе ПВО сосредоточены посты ВНОС артБЧ, КДП-94 ПВО правого борта и пост авиаБЧ для управления воздушным движением вокруг корабля.
Список палуб и ЦБУ КП:
| Палуба   | БЧ                  | Носовая часть                | Кормовая часть                                              |
| -------- | ------------------- | ---------------------------- | ----------------------------------------------------------- |
| ПВО      | артБЧ/ АвиаБЧ       | ЦБУ ПВО КДП-94 посты ВНОС    | РЛС-2, РЛС-3, антенны связи Боевые прожектора, ходовые огни |
| Боевая   | артБЧ               | ЦБУ артБЧ                    | ЦБУ артБЧ                                                   |
| Ходовая  | Штурманская/ АвиаБЧ | Рулевой пост Посты РТР       | ЦБУ авиаБЧ                                                  |
| Полётная | Штурманская/ АвиаБЧ | ЦБУ штурманской БЧ/ БЧ связи | Дежурное помещение авиаБЧ                                   |

#### Окраска
Корабль окрашен по схеме строевых кораблей ВМС: борт, надстройки, металл палуб, артбатареи окрашены шаровой краской  (яп.  гункан иро). Подводная часть тёмно-красная, ватерлиния и верхушки дымовых труб чёрные. МЗА, парусиновые части и чехлы, настил палубы не окрашены. Над форштевнем установлена золотая хризантема Императорской династии, по бортам кормовой оконечности белой краской нанесено наименование корабля. Для целей государственного авиаопознавания в носовой оконечности полётной палубы нанесён знак государственного авиаопознавания на белом фоне диаметром 15 м.

## ГЭУ
Корабли несут двухвальную паросиловую котлотурбинную ГЭУ линейного размещения в восьми смежных отсеках в средней части (котельные/турбинные отсеки №№ 1-4). Турбинные установки Мицубиси-Целли (Швейцария, АВ Дзюнъё ) и Кавасаки-Кертис (США, АВ Хиё), паропроизводительные - завода Мицубиси (АВ Дзюнъё )/лицензионная Кавасаки-Ламонт (АВ Хиё). Общая масса двухвальной ГЭУ в четыре раза выше массы ГЭУ проекта Хирю, обе установки  имеют выдающиеся для 1940 гг. параметры (давление перегретого пара 40 атм при температуре 420°), что соответствует параметрам корабельных ГЭУ ВМС Германии и США (АВ проекта Эссекс). Из-за крайне высокой температуры паропроводной системы наблюдалась повышенная температура в районе паропроизводительных отсеков и примыкающем легкобомбардировочном ангаре. Запас корабельного мазута более 4 тыс. т в междонном пространстве и нефтяных цистернах в оконечностях. Крейсерская дальность до 12 тыс. миль ходом 18 уз.

#### Турбинная установка
Корабли несут по две лицензионных турбинных группы Мицубиси-Целли (Швейцария, АВ Дзюнъё ) и Кавасаки-Кертис (США, АВ Хиё) общей номинальной мощностью 52 тыс. л. с. в водонепроницаемых отсеках с продольной и поперечной переборками. Турбинные группы обоих корпусов четырёхцилиндровые тройного расширения (ЦВД-пара ЦСД-ЦНД) с двухпоточными роторами и двухступенчатым редуктором (в носовой части ЦВД-ЦНД, в кормовой – пара ЦСД, общий редуктор в центре). Число оборотов 3,8-3,4-2,5 тыс. об./ мин. (ЦВД-ЦСД-ЦНД), мощность турбинной группы 28,2 тыс. л.с. (общая 56,4 тыс. л.с.), максимальные обороты гребного вала через двухступенчатый редуктор 155 об./ мин. Циркуляционные, конденсатные и масляные насосы дублированные c турбоприводами.

#### Паропроизводительная установка
Корабли несут 6 ед. главных и два вспомогательных котла. Водонепроницаемые отсеки расположены в нос от турбинных (в носовой паре отсеков по два котла, в кормовой - по одному). Главные котлы: отечественные Мицубиси (АВ Дзюнъё ) и лицензионные Кавасаки-Ламонт (Германия, АВ Хиё ) -  водотрубные трёхколлекторные двухпроточные с паропроизводительностью более сорока тонн/час при рабочем давлении пара до 42 атм при температуре 420°C. На котлах Ламонт АВ Хиё  (крейсерские для проекта Адмирал Хиппер ВМС Германии) кратность принудительной циркуляции пароводяной смеси в 8 раз превышает паропроизводительность. Высокая скорость пароводяной смеси ограничивает перегрев и накипеобразование на тяжёлых режимах и значительно сокращает время вывода котла на рабочий режим. 
Паропроизводительная установка имеет дублированный комплект вспомогательных турбомеханизмов (водяных/нефтяных насосов, котельных вентиляторов и теплообменников). Дистиллированная вода подаётся при температуре свыше 100 °С при помощи отработанного пара от насосов и турбовентиляторов Запас воды пополняется от испарителей котельных отсеков, отработанный пар собирается парой главных холодильников общей площадью 5,5 тыс. м². Сброс топочных газов четырёх котельных отсеков (8 ед. котлов) в вертикальную дымовую трубу правого борта.

#### Винто-рулевая группа
Оба корабля имеют наибольший в ВМС диаметр гребных винтов (литые бронзовые четырёхлопастные 5,5 м). За винтами расположена пара рулей: вспомогательный балансирный (12 м²), главный полубалансирный (34 м²). На ходовых летом 1942 г. оба перестроенных корпуса развили скорость до 25,5 уз (АВ Хиё) и 26 уз. (АВ Дзюнъё).

## Обеспечение полётов

### Полётная палуба
Полётная палуба в основе имеет надстроенную над корпусом и продолженную до оконечностей усиленную (верхнюю прогулочную) палубу лайнера без технологических стыков, характерных для ферменных палуб военных корпусов. Палуба имеет тиковое покрытие и два конструктивных выреза под шахты ангарных подъёмников (14х14 м). Для обеспечения палубного техобслуживания авиации корабль несёт техплощадки и оборудование палубной бензозаправки. Для обеспечения ночных полётов палуба имеет три выдвижных прожектора и ночные навигационные огни. Перед кромкой кормового подъёмника смонтирован заваливаемый в палубный люк вантовый авиационный кран левого борта (4 т). Рядом на палубе находятся гнёзда убираемых ночных прожекторов №№ 2-4 (1,1 м). Ночной прожектор № 1 расположен на боковом спонсоне надстройки КП.

### Ангары авиации
На стадии проектирования лайнерного корпуса предусмотрены площади под три двухуровневых ангара (153 X 15 м с высотой яруса 5 м, т.е. два палубных уровня): 
- носовой (ИАЭ)
- средний (ЛБАЭ) со средствами подвески авиабомб
- кормовой (ТАЭ) со средствами подвески авиаторпед.

Ангары занимают корпусное пространство под полётной палубой от якорных клюзов до кормового подъёмника. По левому борту в корму от шахты носового подъемника находятся жилые и оперативные помещения авиаБЧ, в нос от ангара ИАЭ – генераторы (нижний уровень ангара на 25 м короче ). От верхнего уровня кормового ангара ТАЭ в кормовую оконечность находится ремзона ТЭЧ, от нижнего – склады авиаторпед и торпедных БЧ.
Каждый уровень поделён пополам автоматическими противопожарными жалюзи. Двенадцать противопожарных отсеков имеют систему автоматического пенотушения (100 л/мин.), бронепост пожаротушения с пультами управления жалюзи и связи.

### Палубные подъемники авиации
Для подъёма самолётов из обоих ярусов на полетную палубу используются три подъёмника авиации  (яп.  Хитатисики кансэнъё сёкоки) разработки и производства КБ Хитачи (электромеханический завод Хитачи-Камэидо в г. Токио). Все подъёмники балансирно-тросовые, лебёдки барабанные с редукторным электроприводом от трюмного электродвигателя.
Шахты подъемников авиации расположены в посадочной зоне полетной палубы. Носовая шахта размещена в диаметральной плоскости палубы в районе ГКП корабля (перед ветроотбойным палубным щитом). Из-за внутренней конфигурации ангарного пространства средняя шахта (в районе аэрофинишера №3) незначительно смещена к левому, кормовая - к правому борту. Платформы подъемников прямоугольные со скруглёнными краями. Вырезы шахт на полетной палубе (для безопасности палубных команд и личного состава) по всему периметру имеют складываемые на время полетных операций и морских переходов релинги-поручни.
Палубный подъемник Хитачи имеет собственные характеристики: 
- масса подъемника 26 т
- мощность электродвигателя постоянного тока 140 л.с.
- система регулировки скорости Вард-Леонарда
- система звукового предупреждения о ходе подъемника

и эксплуатационные характеристики: 
- грузоподъемность платформы до 5 т
- размеры платформ 14 х 14
- вертикальная скорость платформы до 1 м/сек.
- время подъёма с нижнего яруса ангара до полетной палубы 15 сек

Шахты самолётоподъёмников имеют стойки-направляющие для платформ. На уровне ангаров шахты снабжены стальными огнезащитными шторами с электроприводом, при подъёме делящими ангарные уровни на три зоны живучести. Платформы перемещаются по шахте вертикально с приводом от навитых на два трюмных барабана восьми тросов. Трюмные барабаны приводятся в движение трюмными электродвигателями на дне шахты. При движении платформы противовесы проходят по левому борту шахты между направляющими, для фиксации платформ в верхней положении имеются платформенные стопора.  Подъём любой платформы с нижней ангарной палубы на полетную занимает не более 15 сек., полный цикл работы ангарной группы (от закатки ЛА на платформу подъемника до выкатки на полетную палубу) - 40 сек. За график подъёма ЛА из ангаров и готовность групп к взлету отвечает один офицер палубного расчета.

### Посадочное оборудование

#### Аэрофинишеры
Для обеспечения укороченной посадки всех типов авиатехники корабль имеет 9 ед. поперечных индукционных аэрофинишеров Курэ-4 с торможением от барабанов трюмной электрогенераторной системы.
- кормовая группа для штатной посадки с кормы корабля (6 ед. аэрофинишеров Курэ-4)
- носовая группа для аварийной/боевой посадки с носа корабля (3 ед. аэрофинишеров Курэ-4)

Индукционный аэрофинишер Курэ-4 1938 г.  (яп.  Курэсики ёнгата тяккан сэйдосоти)  разработки цеха авиационного оборудования округа ВМС Курэ имеет характеристики:
- цикл посадки 60 сек. (время натяга 12 сек.)
- длина тормозного пути 40 м
- максимальная посадочная скорость 29 м/сек. (107 км/ч, 57 уз.)
- максимальная скорость торможения 30 м/сек. (-2G)
- максимальная масса принимаемого ЛА 4 т

При приеме ЛА линия тросов поднимается на высоту 35 см над палубой с постов управления на техплощадках по краям палубы. В отличие от полиспастно-гидравлического финишера АФ-3 1943 г. (начиная с АВ Тайхо) электромагнитный финишер Курэ-4 не мог обеспечить базирование новейших многоцелевых машин Тяньшань и Метеор.

#### Аварийные барьеры
В центральной части палубы у конца посадочной зоны смонтированы два тросовых полиспастно-гидравлических барьера Курэ-3. Барьер представляет две стойки с тремя натянутыми стальными тросами (высота основного среднего 2,5 м), поднимающихся с помощью гидропривода. В нос на границе посадочной палубной зоны расположен последний барьер упрощённой конструкции с одним тросом При удержании аварийного ЛА сетка барьера смещается вперед на 12 м и тормозится усилием трюмных гидроцилиндров.
В нос от посадочной зоны расположена носовая парковочная зона, для защиты самолётов от ветрового напора прикрываемая с носа палубным ветрозащитным щитом из 6 ед. перфорированных стальных сегментов. При организации полётов складываемые в нос сегменты убираются в специальные пазы полетной палубы гидравлическими приводами.

#### Разметка и светотехническое оборудование
Для облегчения взлётно-посадочных операций полётная палуба корабля имеет полосную разметку белого цвета: осевая, боковая линии и двойная остановочная в районе надстройки корабельного КП. Кормовой свес имеет предупредительную разметку в виде вертикальной решётки красно-белых полос. Для указания направления ветра палуба имеет паровое оборудование (роза ветров, над которой подаётся холодный трубопроводный пар): взлётное  у новой кромки и посадочное в середине палубы. Для ночных полётов палуба имеет дублирующие комплексы огней: продольный ряд белых огней по осевой линии, поперечные ряды белых у носовой кромки и посадочных красных у кормовой. Дополнительными огнями также отмечались боковые кромки оконечностей. Для обеспечения ночной посадки по краям палубы установлены двойные горизонтальные ряды посадочных прожекторов (по 3 ед. ламп в ряду) и подсветка маркеров направления ветра.

### Взлетно-посадочные операции
Командир авиаБЧ с двумя специалистами руководит воздушным движением с крыши КП. За подъём авиации из ангаров отвечает офицер палубного расчета ТЭЧ. Взлет разрешается флаговым семафором авиаБЧ для поочередного старта (интервал 20 сек., до трех ЛА в минуту) до запрещающей отмашки.
При стандартной процедуре посадки подлетающее звено на крейсерской скорости дважды облетает корабль против часовой стрелки, после чего разбивается на отдельные экипажи. Для приема ЛА расчет авиаБЧ выдает световой сигнал с мостика, палубная команда готовится к приему. Экипаж облетает корабль в том же направлении для установления курса и скорости принимающего корабля и подтверждения возможности приема, а также наличия эсминца ПСС в кильватере корабля. На третьем кругу экипаж снижает скорость и окончательно подтверждает курс и скорость корабля и эсминца ПСС.
Заходя на четвёртый посадочный круг, экипаж снижает высоту и заходит в заднюю полусферу корабля над эсминцем ПСС. Выпустив шасси и посадочный гак, открыв фонарь кабины и отрегулировав кресло на высокую посадку, снижает скорость до посадочной (100 уз., 185 км/ч). На удалении 0,8 км летчик делает заход с кормы на высоте до 200 м, ориентируя машину по кормовым огням оптического привода. На заходе летчик может получить световой запрет на посадку в случае аварийной ситуации.
Учёт ветра и бокового сноса ведется по указанию парового маркера кормовой части. В темное время ориентировку обеспечивают посадочные огни по ДП и кромкам палубы.

#### Оптический привод

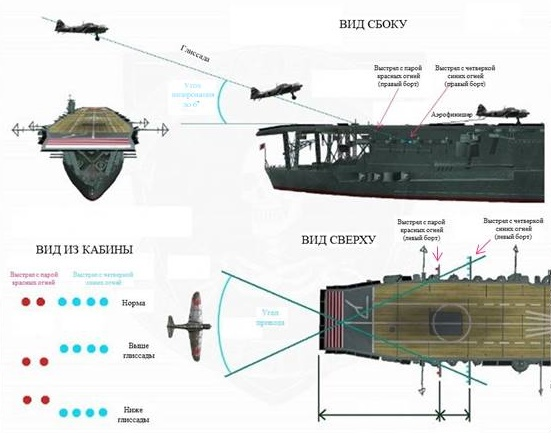
Схема посадки на корабль с использованием системы оптического привода
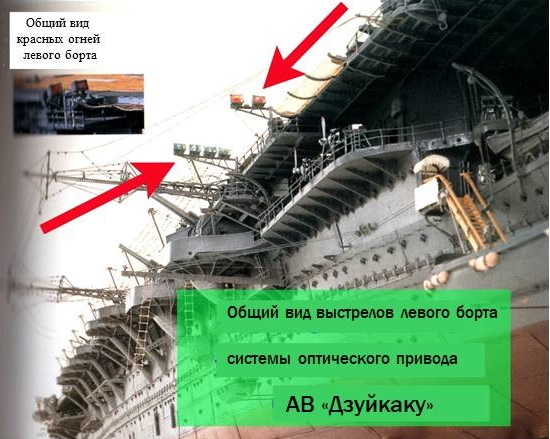
Кормовые выстрелы оптического привода

В отличие от принятой в ВМС США и Великобритании практикой вывода лётчика на глиссаду посадочным расчётом, АВ Императорской Японии имеет автоматическую систему оптического привода на посадку, позволяющую экипажу самостоятельно контролировать угол захода, снос и удаление. Система, разработанная УБАП ВМС Касумигаура, принята на вооружение корабельной авиации с 1933 г. Корабельный привод представляет комбинацию пар кормовых выстрелов с системой линз: 
- короткую в районе задней кромки шахты кормового подъёмника

- две пары внутренних красных огней)

- длинную с удалением на 15 м в нос

- четыре пары внешних синих огней

При оптимальном угле снижения на глиссаде с общим углом 6-6,5° над кормой лётчик визирует симметричный сине-красный коридор огней. При вертикальном отклонении угла глиссады нарушается вертикальная, при боковом - горизонтальная симметричность огней по бортам корабля. Мощность линзованного светового потока достаточна для посадки в сложных метеоусловиях, видимость позволяет оценить удаление до корабля.
Командир авиаБЧ с двумя специалистами руководит воздушным движением с крыши КП. За подъём авиации из ангаров отвечает офицер палубного расчёта ТЭЧ. Взлёт разрешается флаговым семафором авиаБЧ для поочерёдного старта до запрещающей отмашки (три ЛА в минуту, двадцатисекундный интервал). При приёме ЛА расчёт авиаБЧ выдаёт световой сигнал с мостика, палубная команда готовится к приёму. На удалении 0, 8 км лётчик делает разворот и выполняет заход на высоте до 200 м, ориентируя машину по кормовым огням оптического привода. На заходе лётчик может получить световой запрет на посадку в случае аварийной ситуации. Учёт ветра и бокового сноса ведётся по указанию парового маркера кормовой части. В тёмное время ориентировку обеспечивают посадочные огни по ДП и кромкам палубы.

## Авиационное вооружение
После перестройки на обоих кораблях планировалась авиаБЧ в составе трёх видов авиации: легкобомбардировочной, торпедоносной и истребительной эскадрилий. Общий строевой состав включал 5 рот (48 экипажей) с авиатехникой, аварийный запас самолётокомплектов в  ТЭЧ - пять торпедоносцев, тройку ИА и пикировочную пару. 
- АвиаБЧ Дзюнъё/Хиё (проект)
  - ИАЭ
    - 1 рота (9 ед.)

  - ТАЭ
    -  2 усиленных роты (24 ед.)

  - ЛБАЭ
    -  Усиленная рота (12 ед.)

  -  Самолётокомплекты
    -  10 ед.

В 1941 г. на вооружение начали поступать новейшие И-0. За счёт сокращения ударных возможностей ИАЭ была усилена второй ротой (всего 21 ед. ИА), ударный компонент был сокращён до усиленной пикировочной (12 ед.) и торпедоносной роты (9 ед.) .
- АвиаБЧ Дзюнъё/Хиё (1941 г.)
  - ИАЭ
    - 2 роты (21 ед.)

  - ТАЭ
    -  1 рота (9 ед.)

  - ЛБАЭ
    -  Усиленная рота (12 ед.)

(Торпедоносную роту предполагалось перевозить на полётной палубе).
Авиационный боезапас включал:
- АвиаБЧ Дзюнъё/Хиё (1941 г.)
  - ТАЭ
    - Т-91 45 см 27 ед. (три вылета)
    - БРАБ-99 (оперённый бронебойный снаряд 800 кг)  54 ед. (четыре вылета)

  - ЛБАЭ
    - ОФАБ-250 200 ед.
    - ОФАБ-60 350 ед.

ТЭЧ верхнего ангара предусматривала одновременную подвеску до шести торпед.
В ходе подготовки оперативного плана А в районе арх. Марианских островов ударные эскадрильи получили на вооружение новейшие торпедоносцы Тяньшань и пикировщики Комета. Максимальный ход 25 уз. считался недостаточным для подъёма новейших машин, что в 1944 г. привело к экспериментам с пороховыми ускорителями ИАЭ имела И-0 второй и пятой модификаций. Вторая модификация использовалась как противокорабельная, скоростная пятая для целей ПВО.

## Артиллерийское вооружение

### Система наведения
Группа наведения дивизиона универсального калибра обслуживает две побортных СУО-94 ПВО, включающей командно-дальномерный пост КДП-94 и зенитный автомат стрельбы ЗАС-94  (яп.  Кюёнсики косяки/Кюёнсики кося сягэкибан) в отдельном артиллерийском посту под бронепалубой. Во вращающейся бронированной башне КДП-94 ПВО с круговым обзором размещён визир центральной наводки ВМЦ-94 ПВО и морской стереодальномер ДМ-94 (база 4,5 м)  (яп.  Кюёнсики кося хоисёдзюн соти/Кюёнсики соккёги). Расчёт и передача стрельбовых данных и полных углов наводки на сопровождаемые воздушные цели производится ЗАС-94. На дистанции до 120 каб. (22,2 км) КДП-94 и ЗАС-94 обеспечивают визуальное сопровождение и выработку стрельбовых данных для эффективной завесной стрельбы одной или несколькими спаренными батареями АК-89 по групповой воздушной цели со скоростью до 500 км/ч.
Основные технические характеристики корабельной СУО-94 ПВО 1934 г.:
Габариты и масса: 
- КДП-94 - диам. башни 5 м, диам. Х высота визира 1,8 Х 1.6 м, масса 3.5 т
- ЗАС-94 - длина Х ширина Х высота 1.5 Х 0.6 Х 0.9 м, масса 1,25 т

Основные технические характеристики КДП-94 
- время сопровождения: 20 сек.
- зона сопровождения: дальность 1.5-20 км/угол -15°-105°/азимут ±220°/
- скорость приводов: азимутальный16°/ сек. вертикальный 8°/ сек.
- точность замеров: до 12 мин. азимут/вертикаль
- точность установки взрывателя 0.02 сек.

Основные технические характеристики ЗАС-94: 
- время расчёта: до 20 сек.
- Угол наведения батареи ±45°
- Вертикальный угол орудия ±30°
- установка взрывателя 1-43 сек.

Вводимые данные ЗАС-94: 
- от КДП

- вертикальный угол -10°/+105°
- азимут ±220°
- данные креномера: дифферент ±10°/крен±15°

- Ввод расчётом ЗАС

- высота цели 0-10 км
- дистанция стрельбы 0,7-12,5 км
- скорость цели до 500 уз.

- Ручные поправки

- азимутальная/вертикальная ±200 м
- дистанции ±3 км
- упреждения ±3 км
- установки взрывателя  ±10 сек.

Группа наведения дивизиона МЗА обслуживает 4 ед. батарей МЗА с наведением от зенитных автоматических прицелов ЗАП-95  (яп.  Кюгосики кидзю косясоти) (1935 г.) (две батареи на борт). Наведение батарей производится силовыми синхропередачами постоянного тока с повторением угла наведения и вертикального угла батарейного механического прицела. На дистанции до 5,5 км ЗАП-95 обеспечивает визуальное сопровождение и эффективный огонь батареи МЗА (до 6 ед. АК-96) по воздушной цели со скоростью до 500 км/ч.

#### Арткомплексы ПВО

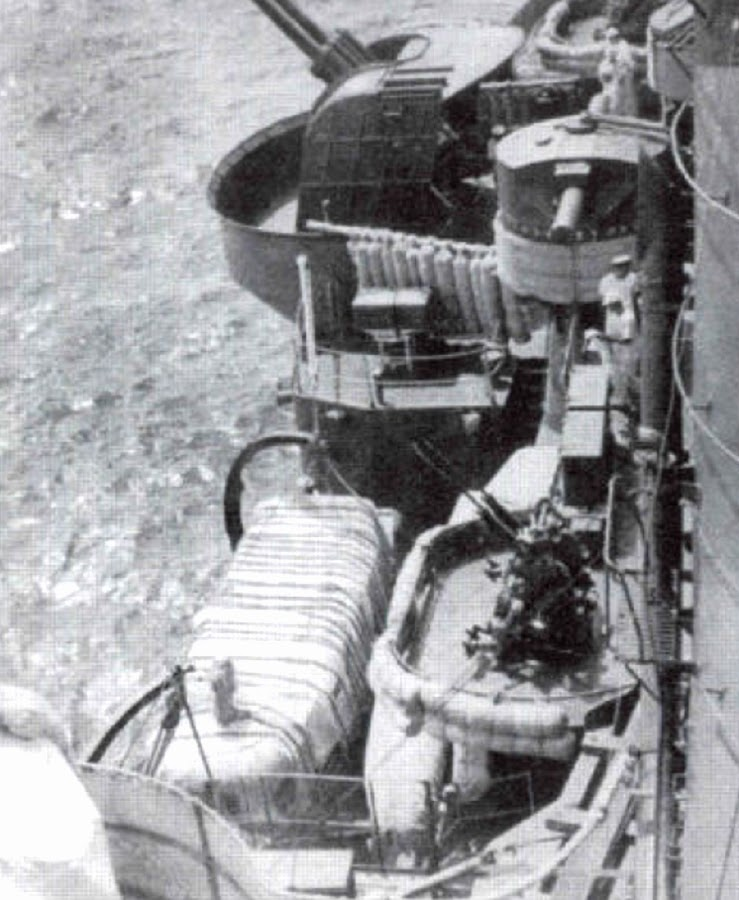
Сверху вниз: спонсон АК-89, КДП-94, станок АК-96

Дивизион ПВО обслуживает шесть спонсонных батарей универсального морского арткомплекса АК-89 (12 ед. стволов 5 дм). Дальность стрельбы арткомплекса АК-89 70 каб. (13 км), досягаемость по высоте 9,5 км, скорострельность до 12-14 выстрелов/мин (180 выстрелов на ствол). Арткомплекс с начальной скоростью до 720 м/сек. ведёт огонь фугасными и осколочно-фугасными снарядами раздельного заряжания массой 32,4 кг с дистанционным взрывателем.  При угле возвышения 45° эффективная досягаемость по высоте 9,5 км, эффективная дальность завесного огня до 15 км. Техническая скорострельность системы до 14 выстрелов/мин. Установка дистанционного воздушного взрывателя ведётся по указаниям ЦАП на основании данных ЗАС-94.
Дивизион МЗА обслуживает четыре батареи МЗА (8 ед. строенных АК-96, 24 ствола 1 дм). Автоматическое орудие АК-96 (лицензионный Гочкисс) с начальной скоростью 900 м/с ведёт огонь унитарными фугасными и осколочно-фугасными патронами 1 дм/2,5 кг. При максимальном угле возвышения 85° эффективная досягаемость по высоте 5,5 км, эффективная дальность до 7,5 км. Техническая скорострельность до 2 выстрелов/сек. (обойма 15 патронов). Батарейная наводка АК-96 силовыми синхропередачами постоянного тока от батарейных механических прицелов ЗАП-95. До 1944 г. добавлены 4 ед. строенных и 12 ед. одинарных станков (36  стволов). В 1944 г. перед оборонительной операцией у арх. Марианских островов МЗА усилена 16 ед. строенных и 12 ед. съёмных одинарных станков (48 стволов). Стационарные станки прикрывают кормовую оконечность и КП, переносные – КП, правый борт в районе прожекторного гнезда и стартерной техплощадки. К концу 1944 г. численность АК-96 достигла 19 ед. строенных, 4 ед. спаренных и 30 ед. одинарных (91 ствол).

## Радиотехническое вооружение

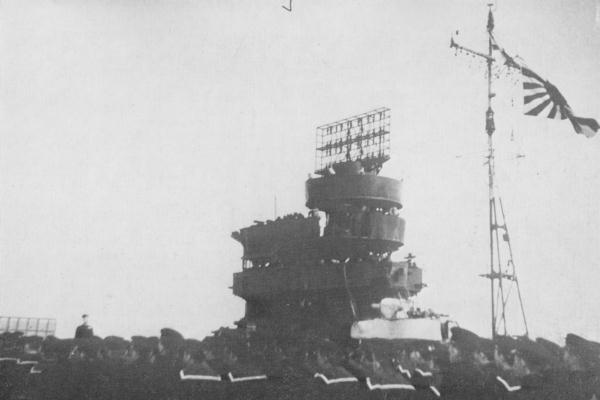
Общий вид РЛС-2 (АВ Дзуйкаку)
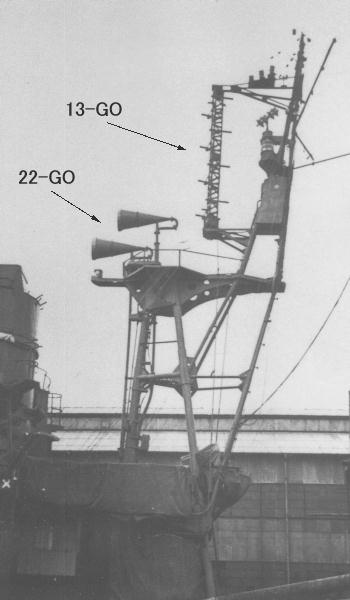
Общий вид РЛС-3

Для слежения за надводной обстановкой летом 1942 г. корабли впервые в ВМС получили одноканальную двухкоординатную РЛС-2 слежения за воздушной/надводной обстановкой  (яп.  Нисики ниго дэмпа тансинги). Антенна переднего обзора монтировалась на крыше КП, кормового – в районе кормового подъёмника (на спонсоне левого прожектора). 
- матрасная вращающаяся антенна метрового диапазона (3,3×1,8 м, масса 0,8 т, три горизонтальных/четыре вертикальных диполя). Длина волны 1,5 м, мощность 5 кВт, дальность обнаружения надводной цели I ранга до 100 км.

В 1944 г. перед Филиппинской оборонительной операцией, кроме РЛС-2 ОНЦ, корабли получили первую модификацию малогабаритной одноканальной двухкоординатной РЛС-3 слежения за воздушной обстановкой  (яп.  Сансики итиго дэмпа тансинги). 
- диполь лестничного типа перед стеньгой грот-маты. Длина волны 2 м, мощность 10 кВт, дальность обнаружения групповой воздушной цели 150 км, дальность определения свой-чужой 300 км.  В отдельных случаях расчёт РЛС-3 обнаруживал одиночную цель на удалении до 240 км.

Дивизион гидроакустического вооружения включает 
- пассивную шумопеленгаторную станцию ШПС-93  (яп.  Кюсансики суйтю тёонки)

- носовая эллипсообразная антенна диам. 3 м (16 электродинамических гидрофонов), диапазон 0,5-2,5 кГц, угловая ошибка до 5 гр.)

- пассивную шумопеленгаторную станцию ШПС-0  (яп.  Рэйсики суйтю тёонки)

- носовая эллипсообразная антенна диам. 4 м (30 электродинамических гидрофонов), диапазон 0,5-2,5 кГц, угловая ошибка до 3 гр.)

Радиовооружение БЧ связи включает пару длинноволновых и четыре средневолновых передающих и 22 приёмных поста всех диапазонов. Для связи и навигации корабли несут пару побортных заваливающихся радиомачт и три рамочных антенны системы ближнего радиопривода.

## История службы
«Дзюнъё»
Первый авианосец в Японии, на котором установлен радиолокатор. 5.11.1943 повреждён торпедой американской ПЛ «Halibut». 9.12.1944 в Восточно-Китайском море получил попадание одной торпеды с американских ПЛ «Sea Devil» и 1 — 2 торпеды с ПЛ «Redfish». He ремонтировался, в 30 ноября 1945 исключён из состава ВМС Японии, в 1947 году сдан на слом.
«Хиё»
В ходе сражения у Марианских островов вечером 20 июня 1944 получил два попадания авиаторпед. В результате начавшегося пожара произошла серия внутренних взрывов. Корабль потерял ход и через 2 часа после атаки затонул.